# Barbaro dominio
Barbaro dominio (noto anche con il sottotitolo Processo a 500 parole esotiche) è un libro scritto da Paolo Monelli e pubblicato da Hoepli nel 1933, che raccoglie in un volume gli articoli della rubrica Una parola al giorno, apparsi quotidianamente sul giornale torinese la Gazzetta del Popolo dal marzo del 1932 al marzo del 1933.
Gli articoli sono dedicati al rigetto (motivato da ragioni fonetiche, etimologiche o moralistiche) di singoli forestierismi che minacciavano all'epoca la "pulizia" della lingua italiana. Ma il tono non è mai serioso, bensì brillante e caratterizzato da un «piglio ironico». Questo atteggiamento trovava pieno appoggio nella politica nazionalista perseguita dal Regime fascista, cui l'autore ostenta una piena adesione:
(Paolo Monelli, in epigrafe all'opera.)
Tuttavia la censura dei barbarismi non era cominciata con il fascismo: infatti l'opera di Monelli si inserisce nel solco di una secolare tradizione lessicografica di repertori rivolti a combattere e a tentare di surrogare i forestierismi e i neologismi. Per l'Ottocento si ricordano il Vocabolario di parole e di modi errati di Filippo Ugolini (Firenze, 1855); il Lessico della corrotta italianità di Fanfani e Arlìa (Milano, 1877); i Neologismi buoni e cattivi di Rigutini (Roma, 1886), poi aggiornato e ripubblicato da Cappuccini nel 1926. Nel 1939 Barbaro dominio sarà seguito dal Dizionario di esotismi di Antonio Jàcono (Firenze, 1939).
Il titolo dell'opera fa riferimento al «barbaro dominio» degli stranieri sull'Italia stigmatizzato da Niccolò Machiavelli in calce al suo Principe. La citazione da Machiavelli richiama per intertestualità la teoria sui forestierismi esposta dal segretario fiorentino nel Discorso o dialogo intorno alla nostra lingua (1524-5). Secondo Machiavelli:
(Niccolò Machiavelli, in: Ornella Castellani Pollidori, Niccolò Machiavelli e il "Dialogo intorno alla nostra lingua", con una edizione critica del testo, Firenze, Olschki, 1978, p. 243)
In effetti, il principale bersaglio di Monelli fu l'uso di prestiti linguistici non adattati.
Monelli rielaborò Barbaro dominio durante la Campagna del Nordafrica (1940-1943), a cui partecipò come tenente e poi maggiore degli Alpini. Nel 1943, dopo il congedo dal servizio militare, il testo fu pubblicato in una seconda edizione, riveduta e ampliata, dal titolo: Barbaro dominio. 650 esotismi esaminati, combattuti e banditi dalla lingua con antichi e nuovi argomenti. Sempre per i tipi della Hoepli di Milano, nel 1957 fu impressa una terza edizione.